# Distretto di Kam"jans'ke
Il distretto di Kam"jans'ke (in ucraino Кам'янський район?) è un distretto nell'oblast' di Dnipropetrovs'k  in Ucraina. Il suo centro amministrativo è la città di Kam"jans'ke. Ha una popolazione di 423 443 abitanti.
È stato creato il 17 luglio 2020 nell'ambito della riforma delle divisioni amministrative dell'Ucraina. Tre distretti aboliti, Krynyčky Piatykhatky e Verkhn'odniprovs'k, così come la città di Kam"jans'ke, la città  di Žovti Vody e la città di Vil'nohirs'k, furono fuse nel distretto di Kam"jans'ke. Il centro amministrativo del distretto è la città di Kam"ians'ke.